# آنتونی فرنسیوسا
آنتونی فرنسیوسا (انگلیسی: Anthony Franciosa؛ زاده ۲۵ اکتبر ۱۹۲۸ - درگذشته ۱۹ ژانویه ۲۰۰۶) یک هنرپیشه اهل ایالات متحده آمریکا بود.

## گزیده فیلمشناسی
از فیلم‌ها یا برنامه‌های تلویزیونی که وی در آن نقش داشته‌است می‌توان به آثار زیر اشاره کرد.
- ممکن بود آن شب باشد (۱۹۵۷)
- یک مشت باران (۱۹۵۷)
- باد وحشی است (۱۹۵۷)
- تابستان گرم و طولانی (۱۹۵۸)
- سابقه (۱۹۵۹)
- فاتوم (۱۹۶۷)
- سواری شیرین (۱۹۶۸)
- دراونینگ پول (۱۹۷۵)
- قدرت آتش (۱۹۷۹)
- کریکت (۱۹۸۰)
- آرزوی مرگ ۲ (۱۹۸۲)
- ظلمت (۱۹۸۲)
- تالار شهر (۱۹۹۶)

## مرگ
فرنسیوسا پس از تحمل یک سکته مغزی در نزدیکی مرکز پزشکی UCLA درگذشت. 

## منابع

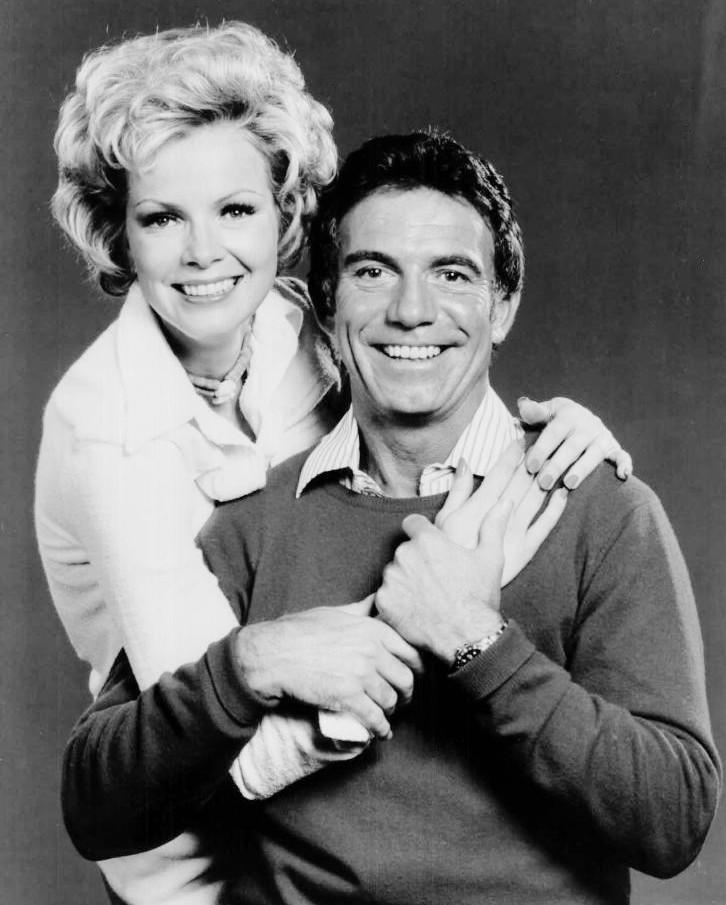